# Осенк (герб)
Герб «Осенк» (пол. Osęk) — польский дворянский герб. Герб входит в Гербовник дворянских родов Царства Польского (Часть 2, стр. 99).

## Описание герба
В красном поле багор, крюком к правому верхнему углу щита. В навершье шлема три строусовых пера.

## Герб используют
Брониковские, Oppeln, Osenkowski, Osękowski, Przybyszewski.